# Consiglio nazionale dell'Azerbaigian
Il Consiglio nazionale dell'Azerbaigian (in azero: Azərbaycan Xalq Cümhuriyyəti Milli Şurası) è stato il primo organo legislativo delegato della Repubblica Democratica dell'Azerbaigian (RDA) dal 27 maggio 1918 al 17 giugno 1918 e nuovamente dal 16 novembre 1918 al 3 dicembre 1918. Gli successe il Parlamento (Parlament), un organo legislativo formato con le elezioni generali nazionali.

## Sfondo
Dopo la rivoluzione di febbraio, come molte minoranze etniche del ridotto Impero russo, anche gli azeri iniziarono a formare movimenti volti all'autonomia politica dalla Russia. Nelle province e nei distretti in cui gli azeri costituivano una popolazione considerevole si formarono i Consigli nazionali musulmani (MNC) locali. Il 27 marzo 1917, i delegati delle multinazionali si riunirono per istituire il comitato esecutivo temporaneo per le multinazionali. Mammad Hasan Hajinski divenne capo di questo comitato, che comprendeva anche Mammed Amin Rasulzade, Alimardan Topchubashev, Fatali Khan Khoyski e altri fondatori della futura Repubblica Democratica di Azerbaigian. Dopo la Rivoluzione d'ottobre il Caucaso meridionale fu separato dalla Russia continentale, quindi il Sejm transcaucasico formato a Tbilisi proclamò l'indipendenza della Repubblica Federativa Democratica Transcaucasica. Gli azeri formavano la fazione più numerosa con lo stesso numero di 44 membri e guidati da Mammed Amin Rasulzade. Questi 44 membri rappresentavano quattro diversi partiti politici e blocchi: Musavat e Democratici neutrali; il Blocco socialista musulmano ; Ittihad-i Muslimin (o semplicemente Ittihad; Unione dei Musulmani di Russia); e il Partito Socialdemocratico musulmano.

## Formazione
Quando i massacri del 31 marzo-2 aprile ebbero luogo a Baku, il Comitato Esecutivo Temporaneo venne schiacciato, il suo leader effettivo Alimardan Topchubashev fu arrestato e l'intellighenzia azera fu cacciata da Baku. Tbilisi divenne il quartier generale del Movimento nazionale azero. Dopo la caduta della Repubblica Federativa Democratica Transcaucasica il 26 maggio 1918 e lo scioglimento dei suoi organi, la fazione azera del Sejm fu ribattezzata Consiglio Nazionale Azero (NC). Assunse immediatamente le funzioni parlamentari e il 28 maggio 1918 proclamò la fondazione della Repubblica Democratica dell'Azerbaigian. Il 16 giugno il Consiglio nazionale dell'Azerbaigian si trasferì a Ganja e la dichiarò capitale temporanea dell'Azerbaigian in attesa della caduta della Comune di Baku. Il Consiglio incontrò la resistenza degli ultranazionalisti che l'accusavano di essere troppo di sinistra e accusando anche l'intolleranza del comandante ottomano Nuru Pasha. Dovette essere abolita il giorno successivo, lasciando ogni potere al Consiglio dei ministri guidato da Fatali Khan Khoyski.

## Seconda Convocazione
Dopo la sconfitta dell'Impero ottomano nella prima guerra mondiale e il ritiro delle forze ottomane dall'Azerbaigian, il potere degli ultranazionalisti una volta sostenuti da Nuru Pasha si indebolì. Ciò consentì di ristabilire il Consiglio nazionale azero e di avviare negoziati con le forze di occupazione britanniche. Il Consiglio fu completamente abolito dopo l'apertura del Parlaman il 7 dicembre 1918. Il Parlamento della RDA comprendeva i rappresentanti dei partiti di maggioranza azeri, nonché parlamentari delle minoranze armene, russe, ebraiche, tedesche e polacche dell'Azerbaigian e rappresentanti dei sindacati.

## Membri del Consiglio nazionale dell'Azerbaigian
- Mammed Amin Rasulzade
- Alimardan Topchubashev
- Fatali Khan Khoyski
- Nasib Yusifbeyli
- Mammad Yusif Jafarov
- Hasan bey Aghayev
- Khosrov bey Sultanov
- Musa bey Rafiyev
- Mammad Hasan Hajinski
- Nariman bey Narimanbeyov
- Mir-Hidayat Seyidov
- Khalil Khasmammadov
- Gazi Ahmad Mahammadbeyov
- Aslan bey Gardashov
- Shafi bey Rustambeyov
- Javad Malik-Yeganov
- Mustafa Mahmudov
- Mehdi bey Hajibababeyov
- Haji Molla Salim Akhundzadeh
- Mehdi bey Hajinski
- Khudadat bey Malik-Aslanov
- Museyib Akhijanov
- Lutfali bey Behbudov
- Firudin bey Kocharli
- Ibrahim Vakilov
- Hamid bey Shahtakhtinski
- Rahim bey Vakilov
- Alasgar bey Mahmudov
- Yusif Afandizadeh
- Mirza Jalal Yusifzadeh
- Mammad Rza Vakilov
- Islam bey Gabulov
- Samad aga Agamalioglu
- Akbar agha Sheykhulislamov
- Ibrahim Abilov
- Jafar Akhundov
- Mir-Yagub Mir-Mehdizadeh
- Heybatgulu Mammadbeyov
- Sultan Majid Ganiyev
- Ibrahim bey Heydarov
- Ali khan Gantemir
- Aslan bey Safikurdski
- Ahmet bey Pepinov
- Baghir Rzayev
- Jamo bey Hajinski
- Maharram Maharramov[1]